# Арлеевский, Игорь Перецевич
Иго́рь Пе́рецевич Арлее́вский (13 октября 1931, Городок, Витебская область, Белорусская ССР — 25 июня 2007, Казань) — советский врач, кардиолог, доктор медицинских наук (1985), профессор (1986).

## Биография
Родился 13 октября 1931 года в городе Городок, Витебская область, Белорусская ССР, в семье Переца Давидовича Арлеевского (1904—1965), участника Великой Отечественной войны, директора детдома и Детской технической станции в Городке, члена президиума Городокского горсовета (с 1948 года работал учителем в Казани); мать — Рива Лейзеровна Арлеевская (1905—1980).
В 1954 году окончил Казанский государственный медицинский институт, получив диплом врача-кардиолога работал в различных медицинских учреждениях города Лениногорск (Татарская АССР).
С 1962 года начал учёбу в аспирантуре в Казанском медицинском институте, где был учеником профессоров Леопольда Рахлина и Л. А. Щербатенко. В 1966 году успешно защитил кандидатскую диссертацию на тему «Содержание некоторых биоэлементов при атеросклерозе в эксперименте и клинике». По предложению Рахлина Арлеевский начал осваивать новый по тем временам метод лечения некоторых болезней сердца ― электроимпульсную терапию (ЭИТ).
Игорь Арлеевский, на основании полученных результатов (в соавторстве с В. К. Безугловым), впервые показал обоснованность концепции о поляризации миокарда как одного из механизмов восстановления нормального сердечного ритма с помощью электроимпульсной терапии. Затем внедрил электроимпульсную терапию в повседневную практику терапевтических отделений. Изучил врожденное и семейное нарушение сердечного ритма. Впервые в мировой научной литературе описал семейный синдром Фредерика в 1988 году. Также занимался изучением содержания различных биоэлементов в крови при атеросклерозе и нарушениях сердечного ритма.
В 1985 году защитил докторскую диссертацию на тему «Клинические и теоретические аспекты эдектороимпульсной терапии нарушения сердечного ритма». В 1986 году избран профессором.
С 1987 по 1999 годах заведующий кафедрой терапии № 1 в Казанском государственном институте для усовершенствования врачей (ГИДУВ).
Умер 25 июня 2007 года в Казани.